# Gepunktete Neuguinea-Waldotter
Die Gepunktete Neuguinea-Waldotter (Toxicocalamus spilolepidotus) ist eine Schlange aus der Familie der Giftnattern und lebt auf Papua-Neuguinea. Die kaum bekannte Art ist nur durch zwei konservierte Exemplare bekannt, die im National Museum von Papua-Neuguinea sowie im American Museum of Natural History existieren. 

## Merkmale
Die Körperlänge beträgt bis zu 78 cm. Fast jede ihrer cremefarbenen Schuppen ist schwarz gerandet, wodurch insgesamt ein netzartiges Muster entsteht. Der Schwanz ist kurz und gerundet mit einem scharfen Enddorn, eine Anpassung an das Graben, die bei vielen fossorialen (grabenden) Schlangen zu finden ist. Der Dorn wird in den Boden getrieben, so dass die Schlange sich durch das Substrat vorwärtsschieben kann. Von anderen Arten der Untergattungen Toxicocalamus und Ultrocalamus unterscheidet sich die Art durch ein gut entwickeltes Postorbitale.

## Verbreitung und Lebensraum
Die Art lebt auf Papua-Neuguinea, ausschließlich in den Kratke-Bergen in der Eastern Highlands Province.
Gefunden wurde die Art bisher nur im montanen Regenwald.

## Lebensweise
Als Nahrung nimmt die Art vermutlich wirbellose Tiere mit weichen Körpern, z. B. Regenwürmer zu sich, möglicherweise auch Frösche oder Reptilieneier. Die Art legt Eier, über die Gelegegröße ist jedoch nicht viel bekannt, außer dass der Holotyp, ein Weibchen, sieben Eier in sich trug.

## Gift
Auch über das Gift der Art ist nichts bekannt, es existieren keine Berichte von Schlangenbissen.

## Taxonomie
Die Typuslokalität befindet sich in Purosa, nahe von Okapa im gleichnamigen Okapa-Distrikt. Hier wurde 1959 der Holotyp gesammelt.